# Bijeli stolisnik
Bijeli stolisnik (srebrnasta hajdučica, srebrnasti stolisnik, planinski stolisnik; lat. Achillea clavennae), trajnica iz porodice glavočika raširena u srednjoj i južnoj Europi, raste i u Hrvatskoj. 
Stabljika može biti uspravna, polegnuta ili povijena. Listovi su perasto razdijeljeni, obrasli svilennkastim dlačicama; cvjetovi su dvospolni, a plod je spljoštena siva ahenija. Cvate od srpnja do rujna.
- A. clavennae
- A. clavennae
- A. clavennae